# 하야마정
하야마정(일본어: 葉山町 하야마마치[*])은 가나가와현 미우라군의 정으로 사가미만과 접한다.

## 역사
하야마정은 1889년에 6개의 촌을 병합해 설립되었다. 1925년에 정이 되었다. 1984년 이래로 일본 황실이 하야마의 해안가에 하야마궁을 유지하고 있다. 철도가 연결되어 있지 않음에도 하야마는 온화한 기후 덕에 도쿄와 요코하마의 베드타운이자 마리나가 있는 인기 있는 휴양지이다.

## 교육
하야마정에는 6개의 초중학교가 있다.

### 초등학교
- 하야마정립 하야 초등학교
- 하야마정립 이사키 초등학교
- 하야마정립 가미야마구치 초등학교
- 하야마정립 나가라 초등학교

### 중학교
- 하야마정립 하야마 중학교
- 하야마정립 난고 중학교

### 대학
- 종합연구대학원 대학

## 해수욕장
- 모리토 해수욕장
- 잇시키 해수욕장
- 조자가사키・오하마 해수욕장

## 인구
| 연도 | 인구   | ±%     |
| ---- | ------ | ------ |
| 1920 | 7,558  | —      |
| 1930 | 9,116  | +20.6% |
| 1940 | 9,986  | +9.5%  |
| 1950 | 15,484 | +55.1% |
| 1960 | 15,762 | +1.8%  |
| 1970 | 19,609 | +24.4% |
| 1980 | 28,359 | +44.6% |
| 1990 | 29,536 | +4.2%  |
| 2000 | 30,413 | +3.0%  |
| 2010 | 32,771 | +7.8%  |

## 교통

### 노선버스
- 게이힌 교통버스

### 도로
- 국도 제134호선
- 가나가와현도 27호 요코스카 하야마선
- 가나가와현도 207호 모리토 해안
- 가나가와현도 217호 즈시하야마 요코스카
- 가나가와현도 311호 가마쿠라 하야마선